# Sphaeradenia praetermissa
Sphaeradenia praetermissa är en enhjärtbladig växtart som beskrevs av R.Erikss. Sphaeradenia praetermissa ingår i släktet Sphaeradenia och familjen Cyclanthaceae.
Artens utbredningsområde är Costa Rica. Inga underarter finns listade.